# Аск (деревня)
Аск — деревня на севере Франции, расположенная на реке Марк, в семи километрах от границы с Бельгией. До промышленной революции в деревне преобладала сельскохозяйственная деятельность. Сегодня это жилой район, входящий в состав города Вильнёв-д’Аск.
Аск печально известен аскским кровопролитием, произошедшим 1 апреля 1944 года, в результате которого были расстреляны 86 невинных жителей. Деревня была награждена Военным крестом 1939—1945 и орденом Почётного легиона.
В Аске есть церковь Святого Петра, вокзал и мемориальный музей. Существуют также пивоваренный завод, шоколадная фабрика и футбольная команда.